# Atlanta Falcons
Az Atlanta Falcons egy amerikaifutball-csapat az Amerikai Egyesült Államokban, a georgiai Atlantában, amely az NFL NFC konferenciájának déli csoportjában játszik.

## Története
A klubalapításra vonatkozó szerződést Rankin Smith, atlantai üzletember 1965. június 30-án írta alá az NFL-lel, és ezért 8,5 millió dollárt fizetett. Hatalmas lendülettel kezdődött a csapat építése, a közönség is lelkesen üdvözölte az ötletet, és az első két hónapban 45 000 bérlet kelt el. Az újságban megjelent névválasztási pályázaton egy Julia Elliott nevű tanárnő javaslata, a Falcons (Sólymok) győzött.
Az új csapat első szezonjában, Norb Hecker vezetőedző irányításával gyengén szerepelt, az első győzelmét csupán a tizedik fordulóban érte el a New York Giants ellen, idegenben, 27–16-ra, és a szezon végére is csak három győzelemig jutott. Nem voltak jobban sikerültek a következő szezonok is, két év elteltével le is cserélték a vezetőedzőt Norm Van Brocklinra, aki 1974-ig állt a csapat szolgálatában. Az első pozitív mutatóval zárt szezon 1971-ben jött el, 7–6–1-gyel zártak. A hetedik győztes mérkőzést a New Orleans Saints ellen hozták, 40 másodperccel a vége előtt 24–20-ra fordítva Bob Berry irányító touchdown-passzával. 1972-t 7–7-tel, az 1973-as szezont már kiváló, 9–5-ös pozitív mutatóval zárták, a rájátszásba azonban mégsem jutottak be. Ezért volt meglepetés a következő, 1974-es szezonbeli rossz szereplés, a 3–11-es mutató miatt Van Brocklint elküldték (nyolc forduló után), helyére Marion Campbellt szerződtették. Ő sem hozott azonban megváltást, a soron következő két szezonban egyaránt 4–10-et hoztak, így Campbell sem maradhatott, még szezon közben, az ötödik meccs után megváltak tőle (a maradék időben Pat Peppler töltötte be a vezetőedzői funkciót). Az 1977-es szezonba Leeman Bennett irányításával vágtak bele, és már legalább döntetlent, 7–7-et értek el. A szakértők szerint a győzelmeket a védelem, a vereségeket a támadóegység rovására lehetett írni. És valóban, a védők – NFL-rekordként – mindössze 129 pontot engedélyeztek az ellenfelek számára, míg a támadók csak 179-et voltak képesek elérni.
A csapat javuló játékot produkált a következő időszakban is: 1978-ban, 1980-ban és 1982-ben is bejutottak a rájátszásba. Első alkalommal az első rájátszás-győzelmüket is elérték: a Philadelphia Eaglest verték 14–13 arányban. A második mérkőzést már elvesztették a Dallas Cowboys ellenében, 27–20-ra.Az 1980-as rájátszás első körében ugyancsak a Cowboys (30–27), 1982-ben, a csonka szezonban pedig a Minnesota Vikings (30–24) állította meg őket. Az 1980-as évtized hátralévő részében folyamatosan gyengén szerepelt az együttes, folyamatosan negatív mutatóval zártak. 1990-ben Jerry Glanville lett a vezetőedző, 1991-ben pedig a kiváló egyetemi irányító, Brett Favre került a csapathoz. Favre sikertelen volt a Falconsnál, és a következő évben elcserélték egy első körös draftjogért. Azóta ezt a döntést meglehetősen sok kritika érte: Favre később legendás irányítóvá vált, háromszor lett az alapszakasz MVP-je, azaz legértékesebb játékosa. Mindazonáltal az 1991-es alapszakaszt 10–6-tal fejezték be, és bejutottak a playoffba (rájátszásba). A wild card mérkőzést megnyerték a New Orleans Saints ellen 27–20-ra, de a következő mérkőzésen vesztettek a Washington Redskins ellenében (24–7). A következő sikeres évad 1995 volt, amikor 9–5-ös mutató után a rájátszásban kikaptak a Green Bay Packerstől.
1997-ben elhunyt a klub alapítója, Rankin Smith, és a fia, Taylor Smith lépett a helyébe. Ekkor lett vezetőedző a csapatnál Dan Reeves, aki a következő évre sikeres gárdát kovácsolt össze. A Falcons 1998-ban 14–2-es alapszakasz mutatót hozott, a rájátszás első körében megverték a San Francisco 49erst 20–18-ra, a második körben a Minnesotát 30–27-re, megnyerve ezzel a konferencia döntőt, és a franchise történetében először (és mindmáig egyetlenszer) bejutottak a Super Bowlba. Dan Reeves vezetőedzőn kívül meg kell említeni Chris Chandler irányító, Jamal Anderson futó és Morten Andersen rúgó kiváló játékát. A nagydöntőn azonban a Denver Broncos jobbnak bizonyult, az első mezőnygóltól eltekintve végig vezetve, 34–19-re legyőzték a Falconst.
Három rossz év után, 2002-ben ismét pozitív mutatót értek el (9–6), és bejutottak a rájátszásba. A csapat játékán sokat lendített a frissen igazolt Michael Vick irányító. A playoff első mérkőzésén biztosan győztek a Green Bay Packers ellen (27–7), a második meccs azonban már nem sikerült, a Philadelphia Eagles győzött 20–6-ra. A csapatnak 2002-ben új tulajdonosa lett: Arthur Blank vette meg a klubot. A 2003-as gyenge év közben, tizenhárom forduló után felmondtak Dan Reevesnek, a hátralévő három mérkőzésen Wade Phillips állt a helyére. 2004-ben ismét siker következett, a csoportot 11–5-tel megnyerve, Jim Mora vezetőedző és Vick megint rájátszásba vezette a csapatot. A St. Louis Rams ellen fölényes győzelmet arattak (47–17), de a Super Bowlba nem sikerült bejutni, mert Philadelphia Eagles ellen 27–10-re vesztettek.
Súlyos helyzetbe került a Falcons 2007-ben, amikor irányítójukról kiderült, hogy tiltott állatküzdelmekben volt érdekelt, és ami miatt 23 hónapos börtönbüntetésere ítélték. A nehéz helyzetet fokozta, hogy távozott Bobby Petrino vezetőedző is. Nem csoda, hogy a 2007-es szezonban mindössze 4–12-es mutatót tudott produkálni a csapat. 2008-ra újjá kellett építeni a csapatot. Érkezett az újonc  vezetőedző, Mike Smith és az újonc Matt Ryan irányító. Kellemes meglepetésként a csapat 11–5-re hozta az alapszakaszt, és második helyen bekerült a rájátszásba, ahol azonban 30–24-es vereséget szenvedtek az Arizona Cardinalstól. A csapat jó szereplését jelzi, hogy Ryan elnyerte a szezon legjobb újonca címét, Smith pedig az év edzője lett. A következő szezonokban ismét pozitív mutatókkal zártak, 2010-ben megnyerték a csoportjukat, bár a playoffban vereséget szenvedtek Green Baytől (48–21). 2011-ben – második helyről – megint bejutottak a rájátszásba, ahol a Giants jobb volt tőlük (2–24). 
2012-ben – megismételve a két évvel azelőtti 13–3-as alapszakasz-mérleget – ismét első kiemeltként jutottak rájátszásba, ezután a főcsoport-elődöntőben 30–28 arányban verték a Seattle Seahawks-ot, így 2004 után ismét NFC-döntőt játszhattak. 
Ezen a döntőn végül – 17 pontos vezetést leadva – kikaptak a San Francisco 49ers csapatától.